# リキッドバイオプシー
リキッドバイオプシー (Liquid biopsy) とは診断技術の一手法。

## 概要
従来の生体組織診断では組織を採取してそれを分析装置を使用して分析していた。場合によっては麻酔をかけるなど、体への負担が大きかった。リキッドバイオプシーでは分子生物学において使用される分析手法を応用することにより、血液等、少量の体液を採取してポリメラーゼ連鎖反応等の技術を用いて増幅することにより体への負担が少ない手法で従来と同等の診断を可能にする。主に予防医学の一環として行われる。

## 原理
腫瘍細胞が壊死やアポトーシスを介してそれらを起源とする核酸やRNAの断片が血液中に放出される。腫瘍起源の核酸やRNAの断片はバイオマーカーとして有用なのでそれらをポリメラーゼ連鎖反応によって増幅することにより悪性腫瘍の有無を判定する。

## 歴史
少量の体液を利用して診断する手法は以前からあったが、2010年代に入ってからそれらの手法を一括してリキッドバイオプシーとして再定義されるようになった。分析技術の進歩により、分子生物学での分析手法を応用することで少量の体液から有意な診断結果を得られるようになった。

## 論理
従来の手法と比較して手軽に確度の高い検査を受けられるようになる反面、将来罹患する可能性のある疾病が従来よりもより客観的に明確になることにより、保険の掛け金の算定や雇用、昇進などにも影響を与える可能性があり、情報の取り扱いには細心の注意を要すると共にガイドラインの策定が望まれる。

## 用途
- がん検診
- 臨床検査

## 関連文献
- 﨑村正太郎、杉町圭史、三森功士「新しい分子生物学の応用―大腸癌血液中 ctDNA を用いたリキッドバイオプシー」『医学のあゆみ』第253巻第10号、2015年、953-957頁。
- 安田裕一郎、里内美弥子「リキッドバイオプシー (特集 肺がんアップデート: 基礎から最新トピックスまで)」『診断と治療』第105巻第11号、2017年、1451-1455頁。
- 西尾和人、冨樫庸介、坂井和子「リキッドバイオプシーに関する現状と展望」『肺癌』第57巻第6号、日本肺癌学会、2017年10月20日、733-738頁、doi:10.2482/haigan.57.733、ISSN 1348-9992、NAID 130006847820、OCLC 1076691638。